# St. Josef (Aachen)

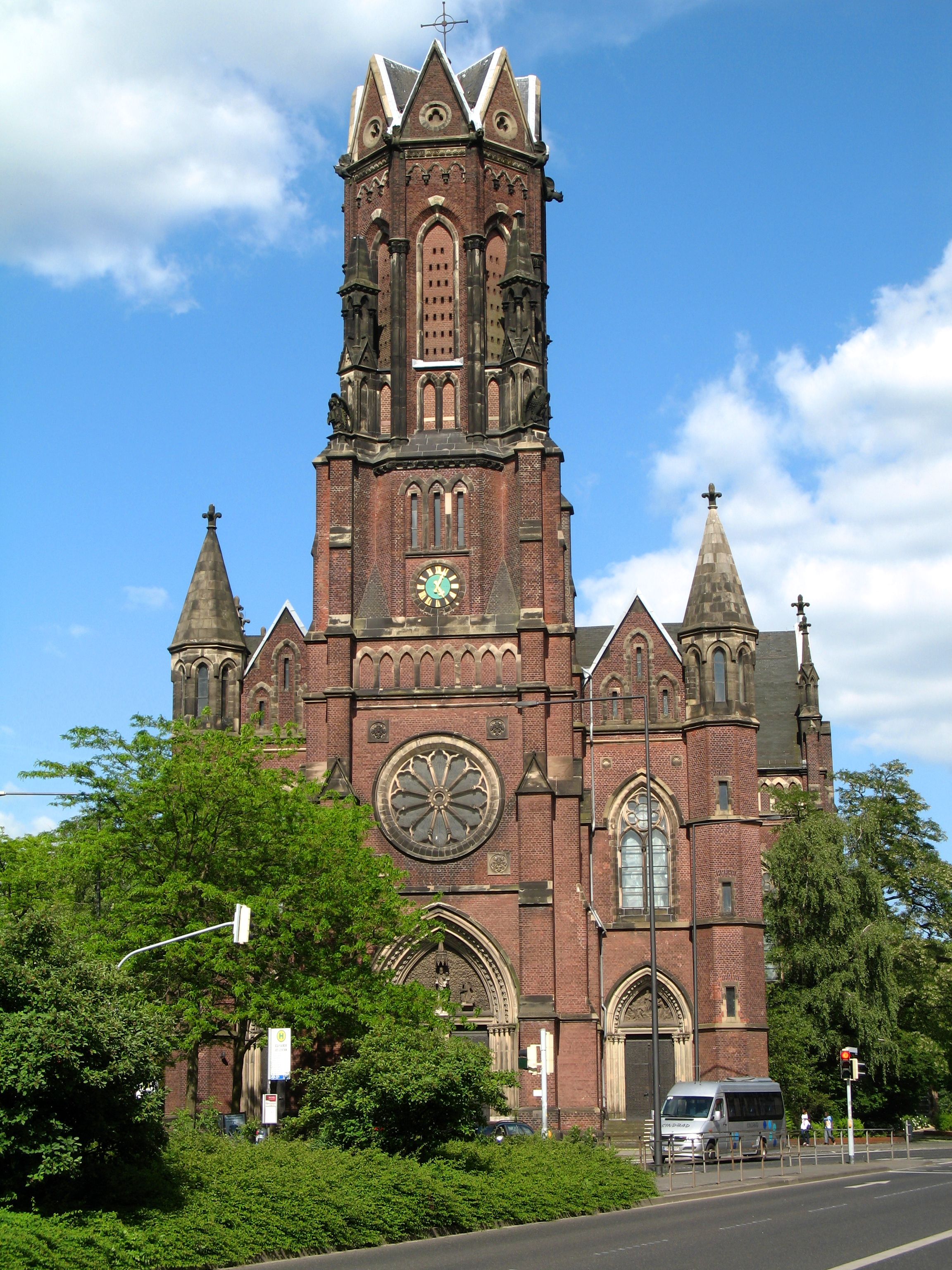
Grabeskirche St. Josef – Blick nach Osten

St. Josef in Aachen ist eine ehemalige katholische Pfarrkirche, die heute unter dem Namen „Grabeskirche“ als Kolumbarium für Urnenbestattungen genutzt wird, auch weil der benachbarte Aachener Ostfriedhof an die Grenzen seiner Kapazität gelangt ist.

## Geschichte

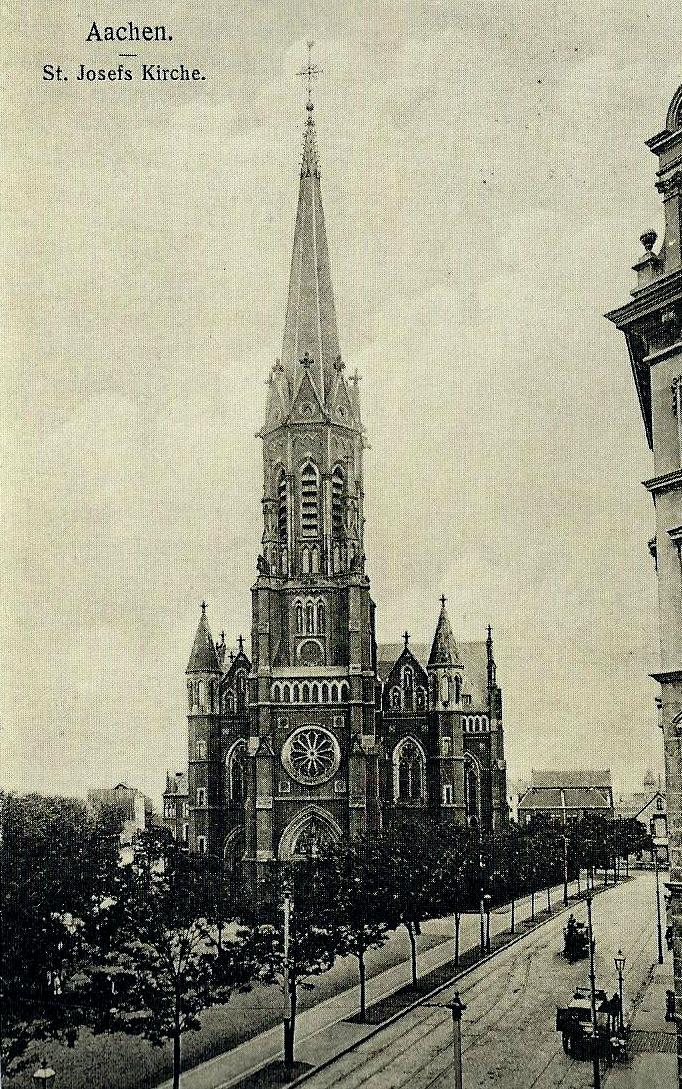
St. Josef um 1910

Die neugotische Kirche St. Joseph im Aachener Ostviertel wurde in Jahren 1893 und 1894 nach Plänen von Gerhard Franz Langenberg erbaut. Sie wurde als Hallenkirche in Backsteinbauweise mit einem Querschiff und einer Apsis, die aus fünf Seiten eines Achtecks gebildet ist, konzipiert. Die Bauleitung übernahm der Architekt Max Keuchen und die Firma Daniels führte den Bau aus. Im Fundament der Chorabschlussmauer wurde ein großes, altes Grabkreuz mit der Inschrift: „LAPIS ANGULARIS ECCLESIAE PAROCHIALIS SANCTI JOSEPH“ eingelassen. Über dem Haupteingang erhebt sich der markante dreigeschossige quadratische Unterbau des Turmes, auf dem das achteckige Glockengeschoss, das mehr als ein Drittel des Gesamtturmes ausmacht, errichtet wurde. Im Bereich der Innenausstattung wurden der Herz-Jesu-Altar und eine Kreuzigungsgruppe mit Altarschrein nach Plänen des Bildschnitzers Ferdinand Langenberg, die anderen Altäre, die Kommunionbank, die Kanzel und die Beichtstühle nach Entwürfen des Aachener Dombaumeisters Joseph Buchkremer angefertigt. Am 8. November 1898 konnte schließlich die Kirche von Weihbischof Hermann Joseph Schmitz konsekriert werden.
Nach schweren Schäden im Zweiten Weltkrieg erfolgte unter Leitung von Dombaumeister Felix Kreusch ein vereinfachender Wiederaufbau unter Verzicht auf die ursprüngliche hohe Turmspitze. Der Innenraum wurde deutlich schlichter gestaltet, die noch erhaltenen Teile der ursprünglichen Ausstattung, darunter die Altäre und die Kanzel, in den 1960er Jahren nahezu vollständig beseitigt. An die Stelle der ursprünglich reichen, zum Teil figürlichen Ausmalung trat eine besonders durch die ziegelrot gequaderten Gewölbesegel akzentuierte Farbfassung, die ansonsten aus zurückhaltenden Grau- und Weißtönen besteht. Für den heutigen Raumeindruck prägend sind die in den 1970er Jahren durch Ludwig Schaffrath gestalteten Fenster, wobei die Chorfenster noch von Kreusch entworfen worden sind.
Auf Grund des zunächst starken Bevölkerungszuwachs in der Gemeinde war bereits im Jahr 1930 St. Fronleichnam als zweite Pfarrkirche für das Ostviertel erbaut worden. Nachdem schließlich gegen Ende des 20. Jahrhunderts der Anteil der katholischen Bevölkerung in diesem Stadtviertel stark zurückging, wurden die Gemeinden St. Josef und St. Fronleichnam im Mai 2005 zusammengelegt. Danach erhielt die Kirche St. Josef eine neue Bestimmung, wenngleich weiterhin einmal pro Woche eine Eucharistiefeier stattfinden sollte.
Als Weiternutzung des Gebäudes wurde 2006 der Innenraum durch den Aachener Architekten Ulrich Hahn zur Grabeskirche umgestaltet. Das Gestühl wurde reduziert und im ehemaligen Altarraum neu aufgestellt. Ein neu installierter Wasserlauf fließt von einer Quelle im ehemaligen Eingangsbereich zum alten Taufbecken. Über dem Mittelgang wurde ein stilisiertes Schiff aufgehängt, welches die Fahrt über den Fluss des Todes zum Leben bei Gott symbolisieren soll. Die Fenster wurden durch Ludwig Schaffrath völlig neu gestaltet. Die Kirchenschiffe und die Arkaden des Eingangsbereiches wurden mit zahlreichen Stelen für die Urnen ausgestattet, deren Plätze für zwanzig Jahre erworben werden können. Eine Zahl von 310 Stelen für 1860 Urnen wird angestrebt.

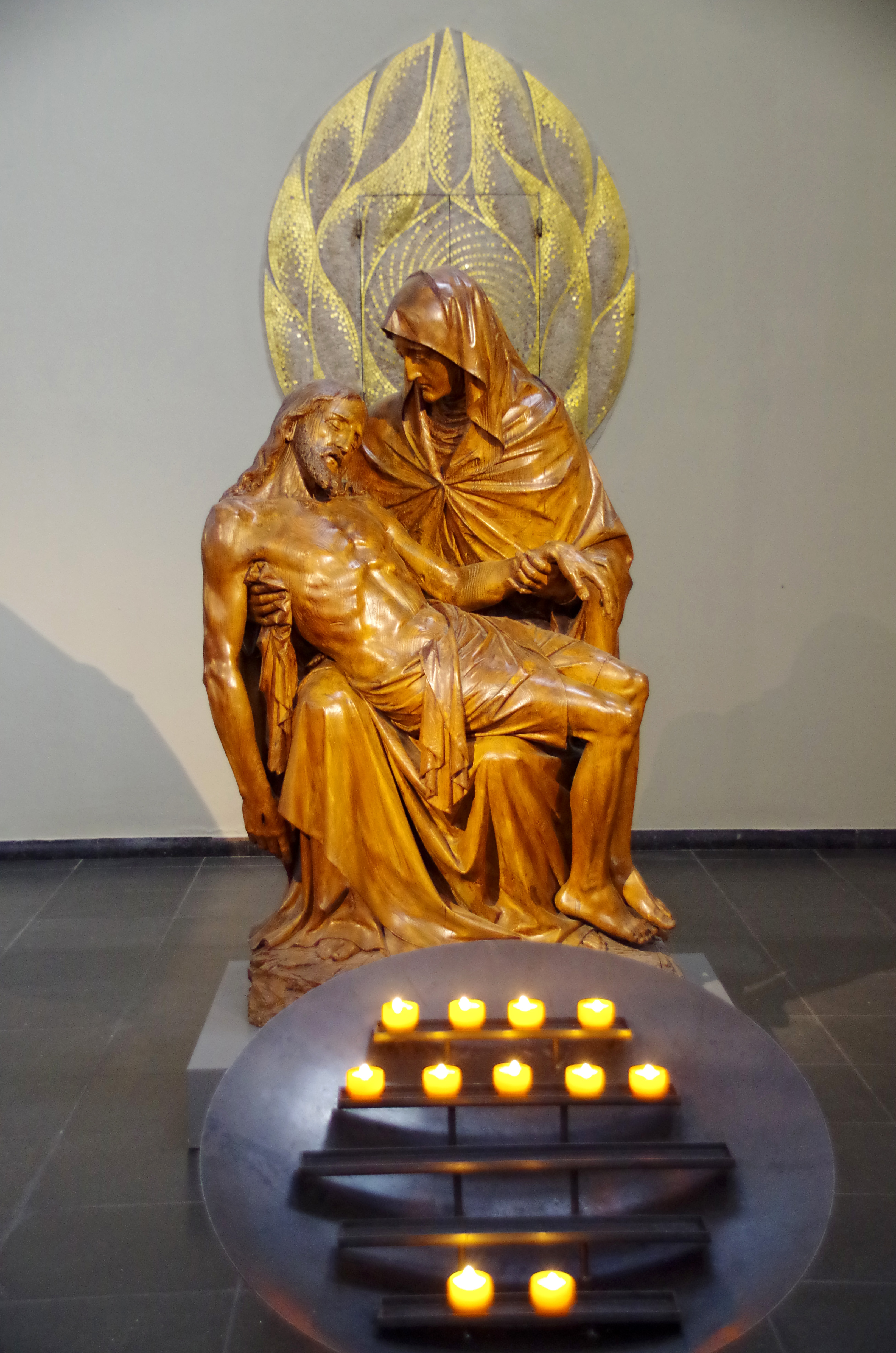
Pietá
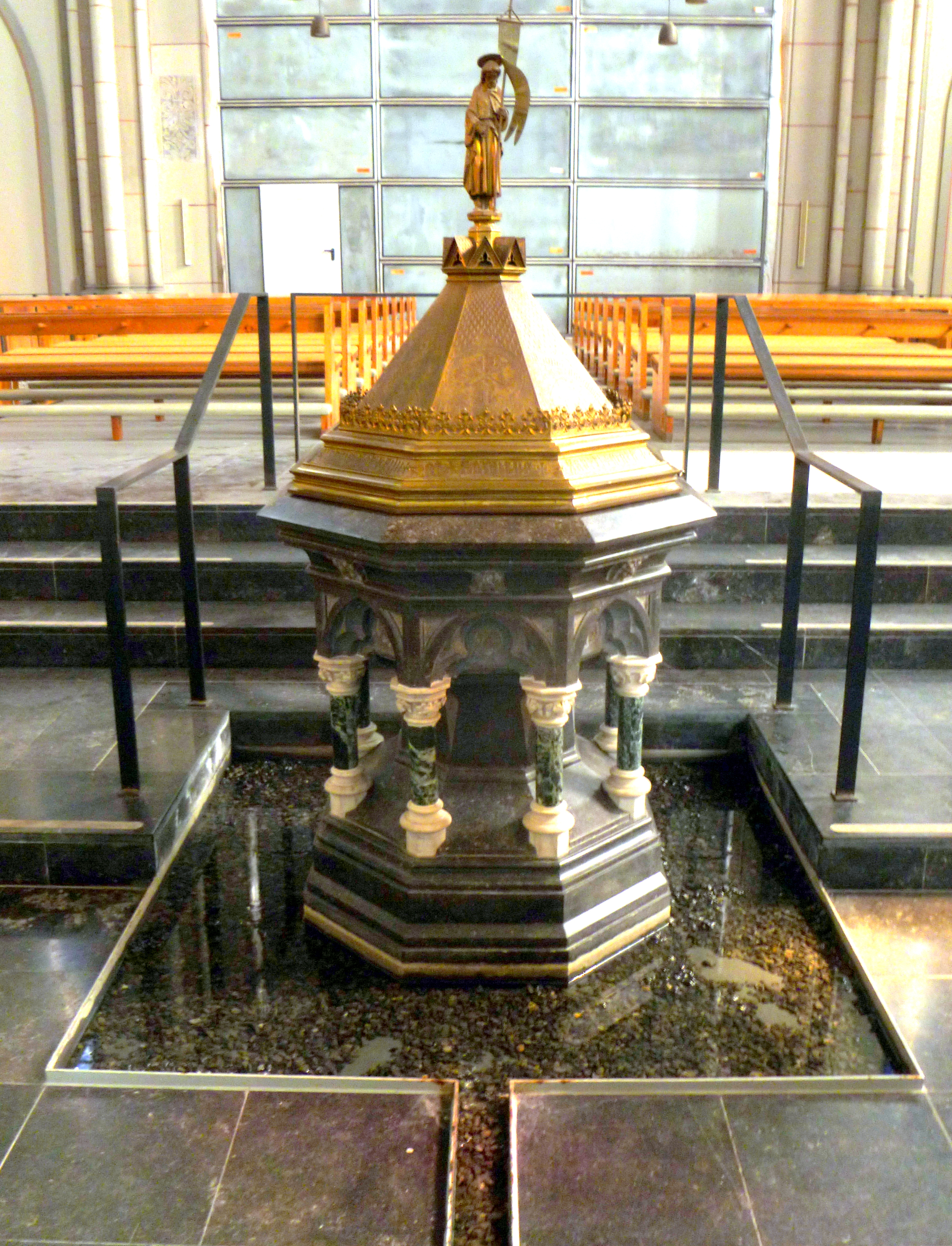
Taufbecken
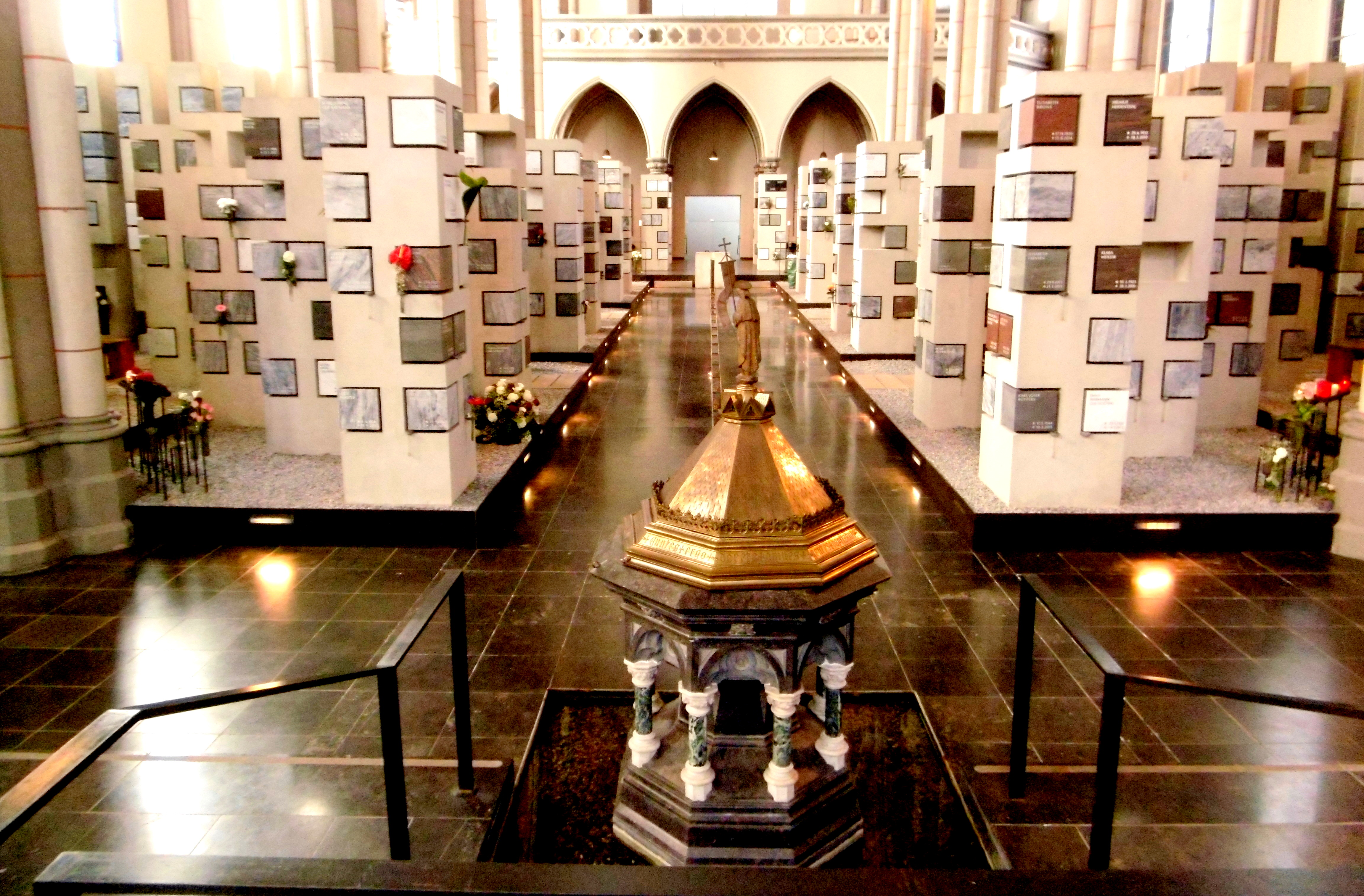
Urnen-Stelen
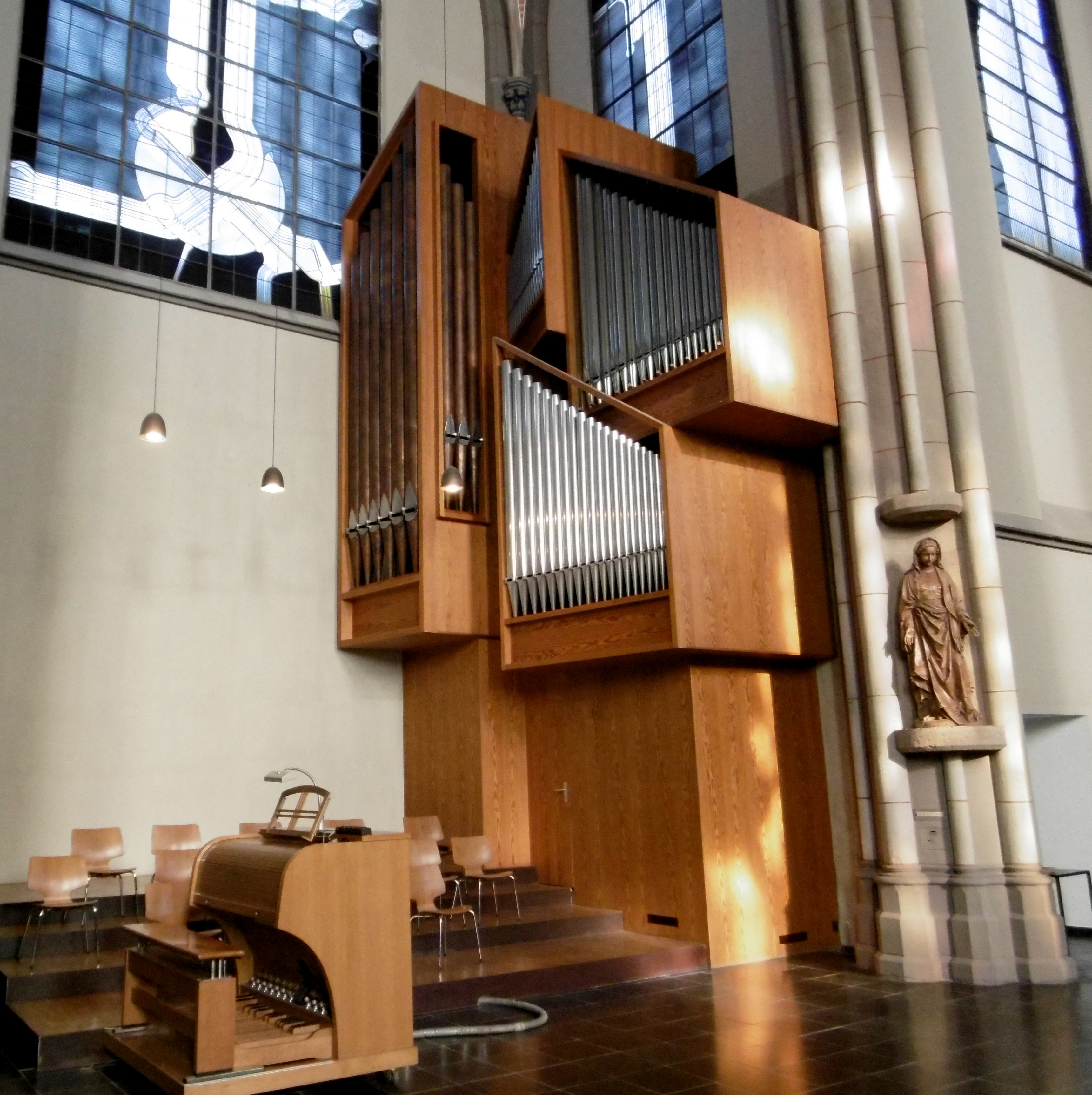
Orgel

## Marienkapelle

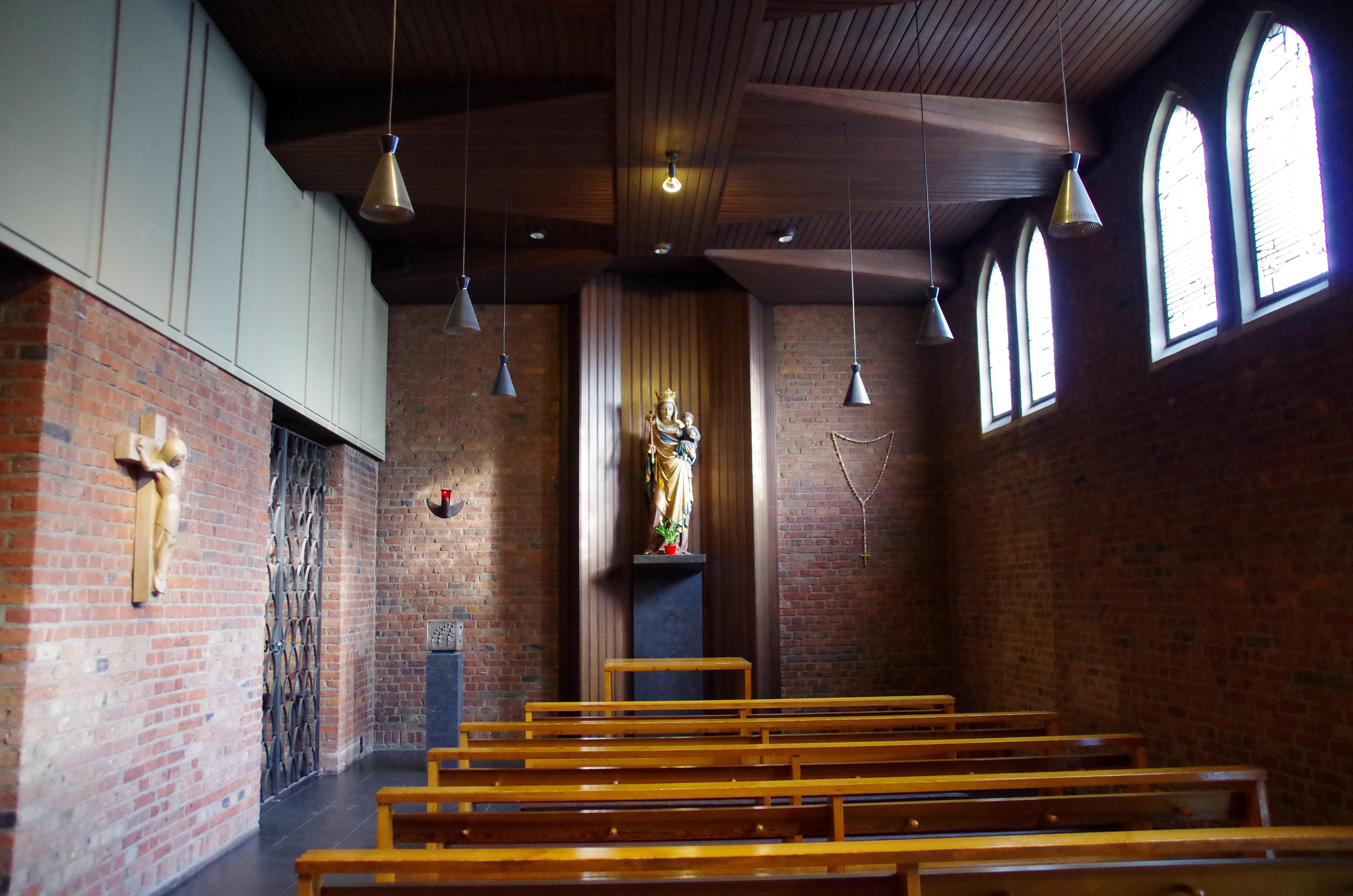
Marienkapelle

An der Südseite der Kirche befindet sich die auch von außen zugängliche Marienkapelle. Auslöser war laut Pfarrchronik von 1964 der Wunsch eines ausländischen Konvertiten, aus Dankbarkeit eine Marienkapelle zu errichten. Dazu konnte der Raum der ehemaligen Sakristei genutzt werden, nachdem an der Nordseite der Kirche eine neue Sakristei gebaut worden war. Die Marienkapelle wurde am 1. Mai 1965 von Pfr. Lambert Drink eingeweiht. Die darin befindliche Marienstatue stammt von dem im Krieg zerstörten Marienaltar der Josefskirche. Nach dem städtischen Umbau des Adalbertsteinwegs und der daraus resultierenden Umgestaltung des Kirchplatzes ab 1975, wurde die Marienkapelle innen um 180° gedreht und ein Vorbau als Eingangsraum angefügt.

## Triptychon
Zwischen 2004 und 2008 fertigte die Aachener Künstlerin Rita Lausberg (* 1965) ein monumentales Triptychon an, welches rechts des Seiteneinganges aufgehängt ist. Jeder Bildteil misst insgesamt 220 cm × 280 cm und besteht aus 16 Einzeltafeln zu je 55 cm × 70 cm, gemalt in Öl auf Leinwand. Das Werk trägt den Namen: „Das Himmlische Jerusalem – und wie man dort hingelangt“.
Der linke Bildteil stellt die aktuelle Flüchtlingsproblematik dar und zeigt eingepferchte Flüchtlinge auf einem überfüllten Boot. Im Hintergrund droht eine verschlossene Mauer, die nur durch einen schmalen Spalt geöffnet ist. Im Vordergrund links ist ein übergroßes schlafendes Neugeborenes dargestellt, bei dem es sich aber auch um einen Fötus im Mutterleib handeln kann.
Der rechte Bildteil spiegelt eine Situation in einem Krankenzimmer mit Geräten der Intensivmedizin wider, der in einem langgestreckten Warteraum übergeht. Dort sitzen dicht gedrängt Straßenkinder, Obdachlose und andere Menschen.
Der Mittelteil ist eine Adaption des Abendmahls Jesu mit bekannten Personen der Neuzeit. An der rechten Tischseite sitzen unter anderem Bischof Klaus Hemmerle, Erzbischof Oscar Romero, Mutter Teresa, die Schwester Etienne de Latran, Papst Johannes XXIII., Martin Luther King, eine unbekannte Frau, die Frauenrechtlerin Edith Stein sowie eine große Anzahl nicht näher bezeichnete und undefinierbare Menschen. Ihnen gegenüber sind von vorne nach hinten zunächst ein unbekannter Mann und eine unbekannte Frau, dahinter die Theologin Dorothee Sölle, der Prior Roger Schutz, die Ärztin Ruth Pfau und der Theologe Dietrich Bonhoeffer zu erkennen, gefolgt von weiteren unbekannten Personen.

## Urnengräber (Auswahl)
- Georg Menges, Kunststofftechniker
- Ludwig Schaffrath, Bildhauer, Maler und Glasgestalter
- Horst Weinstock, Sprachwissenschaftler
- Benno Werth, Bildhauer, Designer und Maler
- Heinrich Winter, Mathematiker und Hochschullehrer